# Cheilosia carbonaria
Cheilosia carbonaria je evropska vrsta muh trepetavk. 
Kot večina trepetavk iz rodu Cheilosia je tudi Cheilosia carbonaria črne barve, zaradi česar pogosto ni prepoznana kot trepetavka. O tej muhi ni veliko znanega in velja za redko.

## Razširjenost
Na severu je razširjena od Skandinavije do južnega dela Velike Britanije ter severne Francije. Poseljuje večino osrednje Evrope, na jugu pa sega območje poselitve do Grčije.